# Драхселсрид
Драхселсрид (њем. Drachselsried) општина је у њемачкој савезној држави Баварска. Једно је од 24 општинска средишта округа Реген. Према процјени из 2010. у општини је живјело 2.393 становника. Посједује регионалну шифру (AGS) 9276120.

## Географски и демографски подаци
Драхселсрид се налази у савезној држави Баварска у округу Реген. Општина се налази на надморској висини од 435-1284 метра. Површина општине износи 41,7 km². У самом мјесту је, према процјени из 2010. године, живјело 2.393 становника. Просјечна густина становништва износи 57 становника/km².